# Faith and Philosophy
Faith and Philosophy (Fede e Filosofia) è una rivista accademica trimestrale statunitense di filosofia della religione, fondata nel 1984 dalla Society of Christian Philosophers di cui è sempre stata l'organo ufficiale. Sottoposti a revisione paritaria, è realizzata col supporto dell'Asbury Theological Seminary e dell'Università dell'Arkansas.
Il periodico incoraggia la discussione sui temi della fede cristiana fra un'ampia varietà di prospettive teologiche e filosofiche che rientrano in gran parte nella filosofia della religione.

## Storia
La rivista nacque pochi anni dopo la fondazione della Society of Christian Philosophers nel '78. Nel 1982 il comitato esecutivo decise il lancio della rivista. Il primo redattore fu William Alston e il primo caporedattore fu Michael L. Peterson. Furono poi necessari due anni per predisporre i contenuti e creare l'infrastruttura editoriale per il lancio. Il primo numero uscì in stampa nel gennaio 1984.
A partire dalla fine degli anni '80, la rivista è stata ampiamente riconosciuta come la principale rivista accademica di filosofia della religione. La Società dei Filosofi Cristiani e la rivista esercitarono un notevole influsso nel rilancio di quest'ultima fra i professionisti del fare filosofia. Il periodico ha beneficiato del sostegno di vari mecenati, sia interni che esterni alla società.
Dal 2019 gli articoli sono pubblicati soltanto online (dismessa l'edizione a stampa) e interamente in formato open access.

## Capiredattori
- 1984–1990: William Alston
- 1990–1995: Philip L. Quinn
- 1995–2000: William Wainwright
- 2000–2007: William Hasker
- 2007–2015: Thomas Flint
- 2015–2020: Mark C. Murphy
- 2020–: Thomas D. Senor

## Indicizzazione
L'archivio è consultabile anche presso il Philosophy Documentation Center.
La rivista è indicizzata da: ATLA Religion Database, Christian Periodical Index, MEDLINE, Periodicals Index Online, Philosopher's Index, PhilPapers, Religion Index One, Religious and Theological Abstracts e Scopus.